# 스타잇엔터테인먼트의 음반
이 문서는 스타잇 엔터테인먼트에서 발매한 목록이다.

## 2010년대
- 2017년 8월 24일 지숙 - [Digital Single] 배시시[1]
- 2018년 2월 11일 - 이상민 - [Digital Single] 길 따라 블루스
- 2018년 5월 22일 지숙 - [Digital Single] 우산이 없어
- 2018년 12월 17일 지숙 - 땐뽀걸즈 OST Part.2[2]
- 2019년 2월 11일 지숙 - [Digital Single] 그날 그 별
- 2019년 3월 4일 지숙 - THE STAR
- 2019년 8월 28일 이상민 - [Digital Single] 최고의 한방[3]
- 2019년 10월 22일 영재 - O,on
- 2019년 12월 25일 영재 - 99억의 여자 OST Part.4

## 2020년대
- 2020년 11월 7일 남영주 - 오! 삼광빌라! OST Part.7
- 2020년 11월 17일 쿠잉 - [Digital Single] Cooing
- 2021년 1월 2일 남영주 - 복수해라 OST Part.10
- 2021년 6월 17일 쿠잉 - Baby Flower
- 2021년 8월 20일 쿠잉 - [Digital Single] 여름여름여름
- 2022년 4월 14일 세븐 - [Digital Single] MONALISA
- 2022년 5월 4일 쿠잉 - [Digital Single] One Last Time
- 2022년 8월 9일 쿠잉 - [Digital Single] Sun Dance
- 2023년 9월 18일 박현호 - [Digital Single] 1,2,3 Go!
- 2023년 11월 18일 나르샤 - [Digital Single] BLUSH
- 2023년 11월 30일 인순이 - 처음 이야기 - 어쩌다 사장 3 OST[4]
- 2023년 12월 9일 나르샤 - [Digital Single] GAME
- 2024년 9월 9일 박현호 - [Digital Single] 사랑은 소리없이
- 2024년 10월 1일 인순이 - [Digital Single] 너의 이름을 세상이 부를 때